# Lil' Romeo (album)
Lil' Romeo è il primo ed eponimo album in studio del rapper statunitense Lil' Romeo, pubblicato nel 2001.

## Tracce
1. Intro – 0:38
2. Little Star (feat. Allusion) – 4:00
3. My Baby – 3:41
4. The Girlies – 3:15
5. That's Kool (feat. Silkk the Shocker & Little D) (Remix) – 3:57
6. Somebody's In Love (feat. Freequan) – 3:11
7. Make You Dance (feat. Lil' Zane & Afficial) – 3:55
8. My First (feat. 6 Piece) (Remix) – 4:04
9. I Want to Be Like You – 3:09
10. Little Souljas Need Love Too – 3:14
11. Your ABC's – 2:36
12. When I Get Grown – 3:10
13. Remember – 3:16
14. Where They At (feat. Master P) – 3:19
15. Game (feat. Afficial) – 3:30
16. Don't Want To – 3:31
17. What – 3:30
18. Take My Pain Away – 3:29